# Saint Panteleimon, Ohrid
Saint Panteleimon (tiếng Macedonia: Свети Пантелеjмон, Sveti Pantelejmon, phát âm phát âm tiếng Macedonia: [pantɛlɛjˈmɔn]; tiếng Hy Lạp: Άγιος Παντελεήμων) là một tu viện tại huyện Plaošnik, Ohrid, Bắc Macedonia. Tu viện này do Clement of Ohrid, một tông đồ của thánh Kyrillô và Mêthôđiô xây dựng. Các nhà khảo cổ học đã tin rằng tu viện này là nơi mà các tu sĩ đầu tiên đã học bảng chữ cái Glagolitic (được dùng để dịch kinh Thánh sang tiếng Slav Giáo hội cổ).